# Casio PB-1000
Le PB-1000 est un ordinateur de poche lancé par la société japonaise Casio, au milieu des années 1980.
C'est l'un des tout derniers modèles de la gamme PB, avec laquelle Casio a connu un énorme succès grâce notamment aux modèles PB-100 et PB-700.
Par rapport aux modèles précédents, le PB-1000 apporte de nombreuses innovations dont certaines resteront uniques dans la gamme Casio.
Pour la partie matérielle :
- un boîtier pliable ;
- un écran tactile.

Pour la partie logicielle :
- l'organisation de la mémoire en "disque virtuel", sans limitation du nombre de programmes et de fichiers enregistrés (les modèles précédents ne permettent de stocker qu'un nombre prédéfini de programmes) ;
- l'ajout du langage assembleur en plus du langage BASIC ;
- un utilitaire d'exploration de la mémoire.

Il intègre aussi quelques fonctions communes aux machines Casio de l'époque : Calc, un système de "copier/coller" mathématique permettant de calculer très simplement sans programmation des équations a base de variables, et le bloc-note Memo.
Ces fonctions bénéficient de l'environnement matériel et logiciel amélioré du PB-1000 pour gagner en souplesse et en efficacité, permettant par exemple de constituer très simplement des banques de formules personnalisées accessibles dès le lancement de l'appareil par un clic sur l'écran tactile.
Le PB-1000 propose également un large choix de périphériques, parmi lesquels le lecteur de disquettes MD-100 (intégrant également une interface RS-232) et plusieurs modèles d'imprimantes.

## Caractéristiques techniques
- Microprocesseur HD-61700
- 8 ko de RAM extensible à 40 ko
- Écran LCD de 32x4 caractères, 192x32 pixels, offrant un espace accessible (mémoire vidéo) de 32x8 caractères et 192x64 pixels, à surface tactile divisée en 16 zones couvrant chacune une surface de 1 caractère de haut sur 8 caractères de large

## Successeurs et ordinateurs dérivés
Le PB-1000 est lancé à une période où les ordinateurs de poche sont en déclin, concurrencés par des calculatrices programmables de plus en plus puissantes.
Le PB-1000 sera décliné en 3 versions dont certaines seront distribuées en dehors du Japon, mais les ordinateurs suivants produits par la marque seront destinés uniquement au marché japonais.
- le PB-1000C est le seul ordinateur de poche à reprendre le boitier pliable avec écran tactile du PB-1000. Par rapport au PB-1000, il propose le langage CASL au lieu du langage assembleur.
- le PB-2000C est le tout dernier ordinateur de poche de la gamme PB. Au lieu du boitier pliable des PB-1000 et PB-1000C, il reprend le format classique monobloc des anciens PB, et ne dispose pas d'un écran tactile. Il intègre en standard la langage C au lieu du langage Basic, et dispose d'un port d'extension permettant, grâce à des cartouches spécifiques, d'utiliser d'autres langages de programmation.
- l'AI-1000 propose en standard le langage LISP, et le même boîtier que le PB-2000C. Il permet également de changer de langage de programmation par l'ajout de cartouches.

À partir du PB-2000C, Casio ne produira plus d'ordinateur de la gamme PB, mais reprendra dans ses nouvelles gammes la possibilité d'utiliser plusieurs langages de programmation.
Ce sera le cas du FX-890P, dernier ordinateur de la gamme FX, qui utilise un microprocesseur 16 bit et propose en standard les langages BASIC, C, CASL, et Assembleur ; ainsi que des ordinateurs des gammes AX, VX, et Z-1.